# Мал Андерсон
Мал Андерсон (англ. Mal Anderson; нар. 3 березня 1935) — колишній австралійський тенісист.
Найвищу одиночну позицію світового рейтингу — 2 місце досяг 1957 року (за даними Едрієна Квіста).
Здобув 17 одиночних та 4 парні титули.
Перемагав на турнірах Великого шолома в одиночному розряді.
Завершив кар'єру 1977 року.

## Фінали турнірів Великого шолома

### Одиночний розряд: 4 (1–3)
| Результат | Рік  | Турнір                                 | Покриття | Суперник     | Рахунок                  |
| --------- | ---- | -------------------------------------- | -------- | ------------ | ------------------------ |
| Перемога  | 1957 | Чемпіонат США                          | Трава    | Ешлі Купер   | 10–8, 7–5, 6–4           |
| Поразка   | 1958 | Чемпіонат Австралії                    | Трава    | Ешлі Купер   | 5–7, 3–6, 4–6            |
| Поразка   | 1958 | Чемпіонат США                          | Трава    | Ешлі Купер   | 2–6, 6–3, 6–4, 8–10, 6–8 |
| Поразка   | 1972 | Відкритий чемпіонат Австралії з тенісу | Трава    | Кен Роузволл | 6–7(2–7), 3–6, 5–7       |

### Парний розряд: 3 (2–1)
| Результат | Рік  | Турнір                                 | Покриття | Партнер      | Суперники                | Рахунок       |
| --------- | ---- | -------------------------------------- | -------- | ------------ | ------------------------ | ------------- |
| Поразка   | 1957 | Чемпіонат Австралії                    | Трава    | Ешлі Купер   | Лью Гоуд Ніл Фрейзер     | 3–6, 6–8, 4–6 |
| Перемога  | 1957 | Чемпіонат Франції                      | Ґрунт    | Ешлі Купер   | Дон Кенді Мервін Роуз    | 6–3, 6–0, 6–3 |
| Перемога  | 1973 | Відкритий чемпіонат Австралії з тенісу | Трава    | Джон Ньюкомб | Джон Александер Філ Дент | 6–3, 6–4, 7–6 |

### Мікст: 1 (1 перемога)
| Результат | Рік  | Турнір                                 | Покриття | Партнер    | Суперники               | Рахунок       |
| --------- | ---- | -------------------------------------- | -------- | ---------- | ----------------------- | ------------- |
| Перемога  | 1957 | Відкритий чемпіонат Австралії з тенісу | Трава    | Фей Мюллер | Джилл Ленґлі Біллі Найт | 7–5, 3–6, 6–1 |

### Фінали Про-Слем: 1 (1 перемога)
| Результат | Рік  | Турнір      | Покриття | Суперник     | Рахунок                 |
| --------- | ---- | ----------- | -------- | ------------ | ----------------------- |
| Перемога  | 1959 | Wembley Pro | Закритий | Панчо Сегура | 4–6, 6–4, 3–6, 6–3, 8–6 |

## Виступи в одиночних турнірах Великого шолома
| W | Ф | ПФ | ЧФ | #Р | КТ | К# | DNQ | A | NH |

| Турнір                                 | 1954  | 1955  | 1956  | 1957  | 1958  | 1959  | 1960  | 1961  | 1962  | 1963  | 1964  | 1965  | 1966  | 1967  | 1968  | 1969  | 1970  | 1971  | 1972  | 1973  | 1974  | 1975  | 1976  | 1977  | 1977  | SR     |
| -------------------------------------- | ----- | ----- | ----- | ----- | ----- | ----- | ----- | ----- | ----- | ----- | ----- | ----- | ----- | ----- | ----- | ----- | ----- | ----- | ----- | ----- | ----- | ----- | ----- | ----- | ----- | ------ |
| Відкритий чемпіонат Австралії з тенісу | 1р    | 3р    | ЧФ    | ПФ    | Ф     |       |       |       | 1р    |       |       |       |       |       |       | 3р    | 1р    | 2р    | Ф     | 2р    |       |       | 3р    |       | 1р    | 0 / 13 |
| Відкритий чемпіонат Франції з тенісу   |       |       |       | 2р    |       |       |       |       |       |       |       |       |       |       |       |       |       |       |       |       |       |       |       |       |       | 0 / 1  |
| Вімблдонський турнір                   |       | 1р    | ЧФ    | 4р    | ЧФ    |       |       |       |       |       |       |       |       |       |       | 3р    |       |       |       |       |       |       |       |       |       | 0 / 5  |
| Відкритий чемпіонат США з тенісу       |       | 3р    | 1р    | П     | Ф     |       |       |       |       |       |       |       |       |       | 3р    |       |       |       | 3р    |       |       |       |       |       |       | 1 / 6  |
| Strike rate                            | 0 / 1 | 0 / 3 | 0 / 3 | 1 / 4 | 0 / 3 | 0 / 0 | 0 / 0 | 0 / 0 | 0 / 1 | 0 / 0 | 0 / 0 | 0 / 0 | 0 / 0 | 0 / 0 | 0 / 1 | 0 / 2 | 0 / 1 | 0 / 1 | 0 / 2 | 0 / 1 | 0 / 0 | 0 / 0 | 0 / 1 | 0 / 1 | 0 / 1 | 1 / 25 |

Нотатка: 1977 року Відкритий чемпіонат Австралії відбувся двічі: в січні та грудні.